# 高羽哲夫
高羽 哲夫（たかは てつお、1926年8月31日 - 1995年10月31日）は、日本のカメラマン。「男はつらいよ」48作の撮影に携わったことで知られる。

## 来歴
福島県河沼郡湯川村出身。福島県立会津中学校（旧制、現・会津高等学校）、米沢高専（現・山形大学工学部）卒業。
1948年、松竹に入社。1965年、「霧の旗」で第9回三浦賞を受賞。
映画カメラマンとして主に山田洋次監督とコンビを組み、特に「男はつらいよ」48作の撮影に携わったことで知られる。1992年、紫綬褒章受章。
1995年に肝臓癌で死去。69歳没。

## 主な撮影映画
- 馬鹿まるだし（1964年）
- 馬鹿が戦車でやって来る（1964年）
- 霧の旗（1965年）
- なつかしい風来坊（1966年）
- 愛の賛歌（1967年）
- 吹けば飛ぶよな男だが（1968年）
- 男はつらいよシリーズ48作（1969年-1995年）
- 家族（1970年）
- 故郷（1972年）
- 同胞（1975年）
- 幸福の黄色いハンカチ（1977年）
- 遙かなる山の呼び声（1980年）
- キネマの天地（1986年）
- ダウンタウン・ヒーローズ（1987年）
- 息子（1991年）
- 学校（1993年）